# Anchicayá
Anchicayá je rijeka u Kolumbiji. Pripada tihooceanskom slijevu.

## Vanjske poveznice
|  | Zajednički poslužitelj ima još gradiva o temi Anchicayá |